# 探偵・癸生川凌介事件譚
『探偵・癸生川凌介事件譚』（たんてい・きぶかわりょうすけじけんたん）は、元気が開発・発売した推理アドベンチャーゲームシリーズ。
2002年7月から2011年12月まで携帯用アプリとして、作品が発表および配信された。2005年3月24日には、元気のニンテンドーDS初参加作品として、『探偵・癸生川凌介事件譚 仮面幻影殺人事件』が発売された。2011年からはAndroid向けに一部のシリーズ作品が順次発売された。また、ジー・モードが携帯電話ゲームを移植するプロジェクト「G-MODEアーカイブス+」用として2021年よりシリーズ1作目から順次Nintendo Switch向けに発売され、2023年3月9日からはSteam向けにも発売されている。

## 世界設定
シナリオのネタのために探偵事務所に出入りするゲームシナリオライターと、その探偵事務所の有能な助手とが、一連の事件の謎を解決していくというのが基本ストーリー。このシリーズはおもにK県鞠浜（まりはま）市という架空の町が舞台で、癸生川探偵事務所の所在地もK県鞠浜市鞠浜台となっている。最寄り駅は鞠浜台駅。首都圏にあるという鞠浜市は古くから貿易によって栄えていた港町であるため、町の風土にも欧米の文化が多く取り入れられており、現在は観光地としても有名だという。また、そのことから実在の神奈川県横浜市がモデルになっていると言われている。なお、架空の地名を用いることに関して、脚本担当の生王正生（石山貴也）は公式サイト内のコラムで「人名が架空なのに地名が明らかにそれだと、なんか違和感を感じる」と述べており、また横浜市（首都圏のとある港町）をモデルにした理由は「海も山も、商業地も観光地も住宅地もあって、様々なシチュエーションが可能で、こういう絶好なロケーションは、あらゆる事件に関わる「探偵」にはうってつけ」だからである。作品によく登場するスポットは、港公園や鞠浜警察署など。

## 登場人物

### 主要登場人物
生王 正生（いくるみ まさお）
本編の主人公であり、プレイヤーの分身。癸生川の友人であるゲームシナリオライターであり、作品のネタ探しに探偵事務所に出入りしているが、都合よくタダ働きさせられることが多い。
たまに「ゲフー」という妙なため息をつく癖がある。
白鷺洲 伊綱（さぎしま いづな）
癸生川の助手で、たびたび生王と共に事件の推理を担当している。12月3日生まれ。若いながらも相当の腕の持ち主で、大概の事件なら彼女一人でも十分に解決できる。旧姓は大鳳院（たいほういん）。高校時代に苦く切ない事件を経験している。
礼儀正しく、真面目ではあるが生王に対しては冷やかしたりすることもある。伊綱いわく「弱点があるのに責めないなんて、弱点に失礼じゃないですか。くふふ」
癸生川 凌介（きぶかわ りょうすけ）
癸生川探偵事務所の所長。11月21日生まれ。名探偵の誉れ高く、常人の遥か先を行く天才的思考で数々の難事件を解決しているが、珍奇かつハイテンションな行動で奇人扱いをされている。また、人物中で唯一事務所のオーナーと面識があるようである。
プロフィールには謎が多く作中で明かされたケースも少ない。ただ、年齢については作中の会話にて「おじさん」と称されるぐらいなので、生王達より少し年上であることが推察される。
何かあることに「それはいい！」と切り返す口癖があり、大抵他の人物の発言をさえぎる時や自分が他に言いたいことがある時に使う。
この様に変人ぶりばかり目立つが、その実、正義感が非常に強い人物であり、身勝手極まりない犯罪者や理不尽な出来事に対しては、普段は決して見せない激しい怒りを露わにする事もある。
白鷺洲 涼二（さぎしま りょうじ）
かつての癸生川の助手であり、癸生川の唯一無二の相棒と言われるほどの優れた人物。他人が表に出さない本当の感情を「視る」能力に長けている。元々病弱で「フォン・ヒッペル・リンドウ病（VHL病）」という難病を抱えていたが、ある事件により故人となってしまう。彼の死後、同郷の伊綱が結婚入籍し1年間の期限付きで伊綱の夫となる。

### 警察関係
尾場 九歳（おば こことし）
鞠浜警察署捜査一課のたたき上げベテラン警部。5月20日生まれ。癸生川とは何かと縁があり、今ではお互いにこっそりと情報交換をする関係。厳しく強引で頑固な性格だが、犬が苦手という弱点から、癸生川にはオバキューさんと呼ばれている。優子という一人娘がいる。
音成 孝一（おとなり こういち）
尾場の部下のヒラ刑事。3月16日生まれ。地域住民と密着した刑事を目指し、日々砕けたパフォーマンスを行っている（登場時に叫ぶ「心はいつもあなたのお隣、音成孝一です!」というもの）が、逆に引かれている。最近は伊綱に頼りきり。
黒金 零二朗（くろがね れいじろう）
T県の警視庁捜査一課に所属する刑事。かなりのイケメンだが、クマのキャラクターや特撮ものを好むなど見た目によらない所がある。犯罪を許さない、正義感の強い人物でもある。
八千院真昼（はちせんいん まひる）
天才プログラマーの女子高校生。警視総監の令嬢。『虹の失踪』事件で伊綱達と知り合う。黒金とは以前からの知り合いで、「二朗」と呼び捨てにしている。口が悪い。
鬼龍院 茉莉絵（きりゅういん まりえ）
H県警から鞠浜警察署へ赴任してきたキャリア組の警察官。階級は警視であるため、尾場や音成の上司になる。御堂丸将云の孫娘であり、少年時代の癸生川が関わった『御堂丸邸事件』以来、癸生川とは親交がある。重度の方向音痴。

### その他
矢口 床子（やぐち しょうこ）
ミーハーなジャーナリスト。4月5日生まれ。『海楼館』の事件で出会って以来、何かと癸生川達に関わるようになり、現在は伊綱と友人関係にある。前髪を揃えているのは、ファッションだと主張している。バスト96cmの巨乳で伊綱にそれをからかわれたりする場面も。
名前を続けて読むと「知」と言う字に見えてしまうため別名「知床(しれとこ)」さんとも呼ばれる。
弥勒院蓮児（みろくいん れんじ）
生王の旧友でフリーライター。身の回りでよくトラブルが起こることから「災いの女神に最も愛された男」と呼ばれているが自覚は無い。そのせいもあってか現在はオカルト系の記事が専門。
十六夜 彩子（いざよい さいこ）
弥勒院の助手を務める少女。千月学園に通いつつ弥勒院をサポートする有能な助手ではあるが、謎も多い。
御堂丸 将云（みどうまる しょううん）
癸生川探偵事務所のオーナーで、給料や調査費用など資金面での協力をしている。癸生川と同様に珍妙な人物であるらしいが、伊綱は面識がない（白鷺洲涼二も顔を知っていた可能性があるが上記理由により故人となっている）。
老齢であるせいかあまり健康状態は芳しくなく過去に病床に伏せていたことがある（後に回復）。
霊崎 朱（たまさき あや）
伊綱が涼二の後を継いだ事から恨み、影で伊綱に対して犯罪計画でアプローチをかける謎の女性。口調こそ幼いところが目立つも、犯罪そのものを楽しむ危険人物。幼少時より、窃盗および殺人（直接的ではないが）にも「面白そうだから」と遊び半分で手を染めていた。変装が得意であり、いくつもの偽名を用いている。シリーズを通しての黒幕的存在。
癸生川の宿敵でもあり、他人を弄ぶ形で犯罪を繰り返す朱に対しては、普段は見せることのない激しい怒りを露わにしている。

## シリーズ作品一覧

### 携帯アプリ
※ナンバリングは「G-MODEアーカイブス+」準拠
vol.01　仮面幻想殺人事件(かめんげんそうさつじんじけん)
2002年07月01日、Vodafone向けに配信開始。docomo版は2004年12月06日に配信。
ゲームプログラマの変死事件の裏に、プレイすると死ぬと言われるネットワークRPG「タクリマクス」の存在があった。
vol.02　海楼館殺人事件(かいろうかんさつじんじけん)
2004年12月06日、docomo向けに配信。
謎の設計者により海上に建てられた「海楼館」の落成記念イベントで、殺人事件が起こる。
vol.03　死者の楽園(ししゃのらくえん)
2005年01月17日、docomo向けに配信。
人気大型テーマパーク「シャングリラ」に脅迫状が届けられた。社長の黄味嶋寛は、秘書の菊川春奈を通じて癸生川探偵事務所に調査と警備を依頼する。警察に内密でとの意向に不信を抱きつつ、生王と伊綱は「シャングリラ」へと向かった。
vol.04　白鷺に紅の羽(しらさぎにあかのはね)
2005年03月07日、docomo向けに配信。
白鷺洲伊綱の少女時代に隠された切なく哀しい過去。辛い現実に打ちのめされながらも、彼女が探偵を目指したきっかけとは。
vol.05　昏い匣の上(くらいはこのうえ)
2005年07月04日、docomo向けに配信。
フリーライター・弥勒院蓮児は都市伝説「赤いエレベーター」の謎に挑み、本物の惨劇を目撃する。 新主人公、弥勒院が登場。別ライターのシナリオで展開する怪談調の作品。
vol.06　対交錯事件(ついこうさくじけん)
2007年07月17日、docomo向けに配信。
始まりは意図不明の素行調査だった。生王と伊綱の2つの視点から別々の事件を追う。
vol.07　音成刑事の捜査メモ(おとなりけいじのそうさめも)
2005年09月06日、docomo向けに配信。
音成刑事が交番勤務時代に遭遇した殺人事件。それを解決したのは1匹のチワワだった。
仮面幻影殺人事件イントロダクション(かめんげんえいさつじんじけんイントロダクション)
2005年03月16日、Vodafone向けに配信。同3月17日にau、3月22日にdocomo向けが配信。
ニンテンドーDS版『仮面幻影殺人事件(2005年3月24日発売)』紹介用の無料アプリで、事件発生時の場面を別の切り口から描いた書き下ろし作品。
「G-MODEアーカイブス+」版『仮面幻影殺人事件』では同時収録。
vol.08　仮面幻影殺人事件(かめんげんえいさつじんじけん)
2007年04月16日、docomo向けに配信。au向けに解答編が2009年11月26日配信。
前後編。DS版を携帯アプリに移植した作品。一部システムが異なり、メモの機能は人物リストとおまけ情報のみ。グラフィックもpiroが描いたものに変更されている。
vol.09　五月雨は鈍色の調べ(さみだれはにびいろのしらべ)
2005年06月20日、docomo向けに配信。
8年前、癸生川探偵事務所には癸生川自身が認める片腕として有能な助手がいた。五月雨の時期に語られる、とある事件の顛末。
vol.10　永劫会事件(えいごうかいじけん)
2006年02月01日、docomo向けに配信。
1999年の夏、日本全国では世紀末に乗じて怪しげな新興宗教が跋扈していた。予言の月である7月上旬、鞠浜台の河川でとある新興宗教の男性幹部の遺体が発見される。当初は宗教関連のトラブルかと思われていたが、調査を進める中で奇妙な点が見つかり……。
生王と癸生川達が出会うきっかけが描かれる。
本作ではザッピングシステムが搭載されており、新米エリート刑事の工藤貴樹、フリーライターの石上雅人、女子大生の妹浦澄佳、謎の情報通という4人の異なる視点で物語が進行する。また、選んだ選択肢や行動によっては物語が未完で終わる一方、プレイヤーが犯人を推理して全問正解をすることで物語は「解決編」に進む。
なお、本作品では有限会社エグゼグリエティブがキャラクターイラストを担当しており、ややアニメチックなデザインになった。
vol.11　あねの壁(あねのかべ)
2006年配信。シナリオ担当が変わった癸生川シリーズ2期の1作目。
「姉の壁」という伝承を調べに来たオカルトライターの弥勒院蓮児と、アシスタントの十六夜彩子。ただの昔話に思えた伝承だが、内容を知る人間は、そろって意味深な言葉を残す。そんな中、伝承に出てきた壁の前で、2人は事件に巻き込まれる。
vol.12　泣かない依頼人(なかないいらいにん)
2007年06月01日、docomo向けに配信。au向けは2008年2月28日配信。
中央町の小学校、幼稚園で、ウサギだけが殺される事件が発生した。更にそれは殺人事件にまで発展する。
本作は電子書籍版で挿絵を手がけたpiroがキャラクターイラストを描き、以後シリーズの担当となる。
vol.13　黄昏は瑠璃の追憶(たそがれはるりのついおく)
2009年11月30日、docomo向けに第1～2話配信。2010年1月4日に第4話、同12日に第5話、同25日に第6話が配信。au版は第1～2話が2009年12月24日、第5～6話が2010年2月25日配信。SoftBank版は第4話が2010年1月13日、第5話が同年2月1日、第6話が同年2月17日に配信。
全6話。シナリオ担当が再交代した癸生川シリーズ3期の1作目。
生王がヒプノセラピストを取材中、警察がとある事件の重要参考人を連れてくる。その参考人は一切の記憶を失っていた。
vol.14　螺旋の棺殺人事件(らせんのひつぎさつじんじけん)
2010年04月01日、docomo・SoftBank向けに第1～2話が配信。SoftBank版第3話が同4月14日、au版は第1～2話が同4月22日に配信。
全4話。白鷺州と生王はとある大企業の幹部が殺された連続殺人を追う。一方その頃、T県では黒金刑事が連続銀行強盗犯を追っていた。関係無いと思われていた2つの事件だが、螺旋のように絡まっていた。
vol.15　逢魔が刻の狂詩曲(おうまがときのラプソディー)
2010年07月29日、au向けに配信。	docomo、SoftBank向けには2010年8月2日配信。
導入編、前後編、黒の系譜編の全4話。御堂丸の知人である大道寺から癸生川探偵事務所に依頼が舞い込む。それは、「大道寺家に代々伝わる秘宝『常世の渡し』を守ってほしい」というものだった。
vol.16　淡雪は緋の哀しみ(あわゆきはあけのかなしみ)
2011年01月11日、docomo向けに配信。SoftBank向け同年01月12日、au向け同年01月27日に配信。
全3話。探偵事務所の大掃除を手伝わされる生王。掃除の途中、伊綱と生王は涼二が残した事件記録を発見する。
生王正生の長い一日
2010年11月01日、docomo、SoftBank向けに配信。
番外編。いつものようにネタを探しに癸生川探偵事務所を訪れる生王だが、伊綱に追い返されてしまう。ネタ探しに鞠浜をうろつく生王と、事件と関わっていない日常のいつもの面々を描く。
銀紫色の猫達の囲う円卓
2011年03月03日、EZweb向けに配信。docomo・SoftBank向けは2011年8月1日に配信。
日本全国で、事件かどうかでさえ定かではない殺人事件が多発していた。唯一の手がかりは、「猫があらわれた」という情報だった。
御堂丸邸事件
2011年04月28日、au向けに配信。docomo向けは2011年5月16日に配信。
探偵を目指す癸生川少年が出会った最初の事件。御堂丸グループのトップである御堂丸将云の邸宅では、嫌がらせのような事件が相次いでいた。偶然居合わせた癸生川少年は、将云の孫娘・鬼龍院茉莉絵を助手に指名し、捜査を開始する。
薔薇鼠の視た夢は
2011年10月27日、au向けに配信。docomo・SoftBank向けは2011年11月1日配信。
生王は新聞の企画で、盲目の天才画家・渓崎悠斗と対談し、悠斗とその姉の歩のその高潔な精神に感心する。ところが、伊綱と癸生川は悠斗の写真を見て様子がおかしくなる。その数日後、渓崎家で殺人事件が起こり、渓崎姉弟は重要参考人となってしまう。
月条邸事件
2011年12月01日、docomo、SoftBank向けに配信。au向けは同年12月8日、Android向けは2012年1月10より配信。
依頼を受けた癸生川は、N県月条村を訪れる。そこでは、村人が突然と姿を消す“神隠し”が起こっていた。
番外編を除いたシリーズ20作目にして事実上の最終タイトル。

#### 関連タイトル
癸生川キャラ診断、癸生川検定初級編
2010年04月01日より配信開始。
「螺旋の棺殺人事件」と同時配信されたミニゲーム。性格診断とクイズ。
生王正生の探索ゲーム「逢魔が刻の協奏曲」(おうまがときのコンチェルト)
2010年07月01日より配信開始。
同月29日配信の「逢魔が刻の狂詩曲」に登場する旧家・大道寺家に眠る秘宝「常世の渡し」を見つけ出す探索ゲーム。

#### 電子書籍
新説 探偵・癸生川凌介事件譚 仮面幻想殺人事件、海楼館殺人事件
2006年10月3日、au向けに配信。
電子書籍サイト『別冊スタジオゲンキ』の初期コンテンツとして仮面幻想殺人事件がリリース。
同名のアプリを電子書籍化し、新規挿絵を追加したもの。挿絵担当はpiro。
虹の失踪
2010年7月1日よりdocomo、SoftBank向けに配信されたノベル作品。
矢口床子と生王正生は、鞠浜港で行われる豪華客船レインボードロップ号の処女航海イベントに参加するが、クルーズの最中に船が乗っ取られてしまう。
最果ての夜、さよならの向こう
2010年12月1日にdocomo、SoftBank向けが、同2日にEZweb向けが配信のノベル。
鞠浜のコミュニティFMで人気の深夜番組、『Good-night Chris』。そのパーソナリティである葉岡るりは、原因不明の頭痛に悩まされていた。地元FM局を舞台に、彼女に降りかかる事件へと癸生川たちが挑む。

### ニンテンドーDS
本作ではプレーヤーはシナリオライターの生王正生となり、探偵の癸生川凌介と助手の白鷺洲伊綱とともに、港町で起こる事件を捜査する。
タイトルとプロローグが似ていることから『仮面幻"想"殺人事件』の移植と間違われることがあるが新作である。
生王の公式コラムによるとDS版第2弾の企画があったらしいが、プロデューサー・石山の退社により中止になってしまったようである。
ストーリー
始まりは奇妙な通り魔事件だった。ネットワーク推理ゲーム「ミスティ・オンライン」のβテストで起こった事件（イベント）と時を同じくして、現実でも全く同じ事件が起こった。やがてそれは3年前のある事件とも繋がっていく。

## タイムライン
- 197X年11月 - 癸生川誕生
- 1980年12月 - 伊綱誕生
- 1993年4月 - 御堂丸邸事件
- 1993年12月 - 癸生川探偵事務所設立
- 1996年6月 - 五月雨は鈍色の調べ(過去編)
- 1997年5月 - 淡雪は緋の哀しみ(過去編)
- 1998年10月 - 白鷺に紅の羽
- 1999年7月 - 永劫会事件
- 1999年10月 - 伊綱が事務所にやってくる
- 2000年1月 - 羽沢家放火殺人事件
- 2001年9月 - 月条邸事件
- 2002年3月 - 音成刑事の捜査メモ
- 2002年7月 - 仮面幻想殺人事件
- 2003年1月 - 昏い匣の上、あねの壁
- 2003年2月 - 海楼館殺人事件
- 2003年4月 - 仮面幻影殺人事件
- 2003年7月 - 死者の楽園
- 2003年12月 - 千月学園事件
- 2004年3月 - 対交錯事件
- 2004年6月 - 五月雨は鈍色の調べ(現在編)
- 2004年9月 - 黄昏は瑠璃の追憶
- 2004年12月 - 螺旋の棺殺人事件
- 2004年? - 泣かない依頼人
- 2005年2月 - 逢魔が刻の狂詩曲
- 2005年2月 - 最果ての夜、さよならの向こう
- 2005年3月 - 銀紫色の猫達の囲う円卓
- 2005年4月 - 月条邸事件(現在編)
- 2005年12月 - 淡雪は緋の哀しみ(現在編)
- 2006年4月 - 薔薇鼠の視た夢は

癸生川と伊綱の生年については携帯版公式サイトにて触れられている。本項ではそれを参考にした。

## 開発
企画プロデュース、脚本、監督、音楽は石山貴也（脚本は本作主人公の 生王正生 名義）、DS版新規の音楽は三留一純と光田康典が担当。

### 背景
石山は小学生の時に『ポートピア連続殺人事件』をプレイして以来アドベンチャーゲームのとりことなり、元気入社後もサウンドデザイナーをする傍ら、趣味の範疇でNScripterなどの無料のエンジンを用いてアドベンチャーゲームを制作していた。

### 仮面幻想殺人事件
その後、石山は携帯電話のアプリの制作部門に配属された。この当時は月額形式でひと月に大量のゲームを出す必要があり、企画を出せば通った反面、少ない人数と期間で1本のゲームを作らざるを得なかった。
テーブルゲームをはじめとする定番のゲームを作っていく中で、石山は当時の携帯電話がアクションゲームに不向きであることに気づき、アドベンチャーゲームを作ることを思い立った。本作の開発当時はコマンド選択式のアドベンチャーゲームではなく、選択肢を選ぶだけのノベル形式のゲームが主流になっていたが、石山（生王）は昔のゲームのテイストを出すために、そして容量の観点から、コマンド選択式を選んだ。
また、このジャンルでは定番の探偵をテーマに据え、舞台設定も「探偵事務所」「探偵とその助手」というオーソドックスなものにした。石山はライターのカワチとのインタビューの中で、最初から奇をてらったつもりはないとしつつも、プレイヤーが定番のワトソン役ではなく書記に割り振ったのはゲームならではで新鮮だったのだろうと推測している。また、石山は探偵役を引き立たせるために、プレイヤーと探偵役の間に別の助手役を入れたとも話している。
また、学生時代の石山は当時主流だった新本格を愛読しており、このような作品の影響を認め、狙ってこの雰囲気にしたと説明している。
その一方、スクリプトはスクラッチパッドで読み替えていたものの、50キロバイト〔ママ〕の中に画像とプログラムとシナリオと音楽をすべて詰める必要があった。石山は企画とシナリオと音楽をすべて一人でこなしていたため、容量の融通をきかせやすかったのだろうと推測している。
なお登場キャラクターの名前が一見して読みづらいことに関して、石山（生王）は、よく耳にする苗字は固定したイメージが既にあり、本作は携帯アプリでビジュアル面が弱いことから、名前を聞くだけで印象を植え付けることを目的に名付けられた。ただし「癸生川」も「白鷺洲」も実在する苗字である。

### シリーズ化
「仮面幻想殺人事件」は単発のつもりだったが、評判が良かったため、以降の作品ではミステリーでは定番のシチュエーションが選ばれた。
2作目の「海楼館殺人事件」は館ものをいかしたトリックを使うということを考えており、終盤でどんでん返しを用いたことでシリーズらしさが固まったと思うと石山は振り返っている。
石山は3作目の「死者の楽園」でシリーズ化の感触をつかみ、伏線やひねりを入れていった。
4作目の「白鷺に紅の羽」は、探偵・癸生川の助手である伊綱の過去を主題としている。
5作目の「昏い匣の上」は石山とは別のライターがシナリオを手掛けている。石山は「ほぼ自分でリファインしちゃったのですが、発想自体は自分のなかにはないものだったので、そこはうまく相乗効果で特徴的なタイトルにはなったのかなと思います。」と説明している。
また、「白鷺に紅の羽」から6作目の「対交錯事件」までは豪華版（256キロ版）も並行して作られた。加えて、「白鷺に紅の羽」制作後には「仮面幻想殺人事件」から「死者の楽園」までの豪華版も作られた。
10作目の「永劫会事件」までの時点ではアプリの容量も大きくなり、初期のように容量を工面することは減ったものの、ボリュームが増えた分制作時間も長くなった。
加えて、石山は「新機種のこの機能に対応してほしい」という要望も寄せられていたが、それでは機種別にパターンを作らなくてはいけないため、頻繁に却下していたとも話している。
また、警察関係者を登場させることは最初から決まっており、警部と新米の2枚体制にするためベテラン警部の尾場とその部下の音成を誕生させたものの、容量の都合上キャラクターは1作品につき10人までしか出せないため、どちらか一方しか登場しないこともあった。フリージャーナリストの矢口床子は「海楼館殺人事件」で容疑者の一人として初登場したものの、情報提供や張り込みなどをこなして便利ということでレギュラーキャラクターとなった。

### プロデューサーの変更
2006年2月にリリースされた『永劫会事件』を最後にプロデューサーの石山が元気を退社、以降は十六夜彩子（いざよい さいこ）が引き継いだ。石山は主人公の生王正生（いくるみ まさお）名義で制作していたが、十六夜も生王に同じく作中の人物と同じ名前という形をとっている。公式サイトの作者コメントは2008年2月25日を最後に更新が途絶えていたが、2009年9月14日にメルマガ号外にて新作「黄昏は瑠璃の追憶」を鋭意製作中であることと、同年の冬に配信予定であることが発表され、同年12月24日に配信が開始された。
その後十六夜も降板し、更に別の人物が生王正生名義でシリーズを引き継いでいたが、2011年12月8日に配信された『月条邸事件』を最後に新作発表は無く、現在は公式サイトも閉鎖されている。なお、石山が生王正生名義で本シリーズの情報を投稿しているTwitterアカウント上では、シリーズ1作目『仮面幻想殺人事件』から10作目『永劫会事件』までを「シーズン1」、11作目『あねの壁』と12作目『泣かない依頼人』を「シーズン2」、13作目『黄昏は瑠璃の追憶』から実質最終作の20作目『月条邸事件』までを「シーズン3」としている。

### G-MODEアーカイブス+
フィーチャーフォン向けゲームのNintendo Switchなどへ移植するプロジェクト・G-MODEアーカイブスのプロデューサーを務めるジー・モード取締役の竹下功一がカワチとのインタビューに語ったところによると、本作はジー・モードによる「G-MODEアーカイブス」化企画で要望がたくさん届いたことが移植のきっかけになったとされている。
特に10作目である「永劫会事件」の移植の要望が多く寄せられていたことから、竹下は何とかそこまで続けたいという使命感があったとインタビューの中で振り返っている。
まず、最初に1作目「仮面幻想殺人事件」の豪華版が配信された。
テンキーによる謎解きといったフィーチャーフォンならではの使い方は、ゲーム内のマニュアルや紹介サイトに載せるなどして対応した。
石山は携帯電話独自の仕掛けを入れるためにこの謎解きを導入したことを認めつつも、移植のときにややこしくなるので、機種に依存した機能は使わない方がよいことを学んだと説明している。

## 広告
- 元気の提供するラジオ番組のCM枠にてDS版『仮面幻影殺人事件』のCMがオンエアーされた。ナレーションを務めたのは声優の皆口裕子。この繋がりで後に公式サイト上で皆口のサイン色紙プレゼントキャンペーンも展開された。
- 携帯版公式サイト上にて「名前募集キャンペーン」が行われた。応募して採用されればユーザーの名前がキャラクターの姓として登場するというもの。五月雨は鈍色の調べより当選者の何人かが作中の名前として採用された。個人情報管理による規制が厳しくなったと言う理由（公式コラムより）により現在は募集を行っていない。

## 評価
ライターのまさんは、ファミ通の記事の中で、1作目「仮面幻想殺人事件」について、「人によっては、少し（ゲームとして）強引に感じる部分があるかもしれません。」としつつも、当時としてもかなり完成度の高い推理アドベンチャーであると評している。
また、まさんは2作目「海楼館殺人事件」から推理物としての完成度が上がったと評価している。
さらに、まさんは「永劫会事件」についてそれまでの集大成と評価している。
ライターのカワチはゲーム専門ニュースサイト「Gamer」の連載記事のなかで、「永劫会事件」について、「プレイしていて感じるのは、よくここまで踏み込んだ内容の作品を世に出したなということです。」と述べており、新興宗教というテーマから1995年の地下鉄サリン事件を想起させることや、作品を読み進める中で様々なタブーに切り込んでいることをあげ、法律で裁けぬ犯罪など社会派のテーマを扱う本シリーズの中で最も重い内容だと述べている。
また、カワチは後半の展開について、驚きの興奮というよりはショックでつらいという感情が強いとしつつも、悪趣味で描いているわけではなく、つらい経験をした後にキャラクターがどう生きるのかを真摯に描くためだと述べている。
カワチはシステム面について、ザッピングシステムの視点が4つになったことで、物語がより複雑になったと評価している。

### 反響
石山（生王）はコマンド選択式のゲームを遊んでいた、20代から30代のファミリーコンピュータ世代ユーザーにも懐かしんで遊んでもらいたいと考えて、自分が好きだったコマンド選択式のゲームを開発したが、予想に反して10代から20代の女性がもっとも多いユーザー層となった。この結果に関して石山（生王）はゲーム性を抑えて、読み物に近い感覚で楽しめるようにしたのが、普段ゲームをしないユーザー層にも良かったのかも知れないと推測している。ただしワンパターンにならないように、4作目の『白鷺に紅の羽』以降は謎解きを増やすなど、ゲーム性を高めるようにした。